# Пироговського лісопарка
Пирого́вського лісопа́рка (рос. Пироговского лесопарка) — селище у складі Митищинського міського округу Московської області, Росія.
Стара назва — Пироговського Лісопарка.

## Населення
Населення — 26 осіб (2010; 12 у 2002).
Національний склад (станом на 2002 рік):
- росіяни — 92 %